# Les Forges, Morbihan
Les Forges är en kommun i departementet Morbihan i regionen Bretagne i nordvästra Frankrike. Kommunen ligger i kantonen Josselin som tillhör arrondissementet Pontivy. År 2018 hade Les Forges 440 invånare.

## Befolkningsutveckling
Antalet invånare i kommunen Les Forges
| Referens: INSEE |